# .gl
‎.gl‏ دامنه اینترنتی اختصاص داده شده به گرینلند است.